# Maria Henze
Maria Henze (* 28. Januar 1926 in Hildesheim; † 10. April 1972 ebenda) war eine deutsche Pädagogin und Politikerin (CDU).

## Leben und Beruf
Nach dem Abitur 1944 leistete Henze zunächst Reichsarbeitsdienst bei der Deutschen Reichsbahn. Anschließend absolvierte sie ein pädagogisches Hochschulstudium, das sie mit der Promotion zum Dr. phil. abschloss. Sie war seit 1954 als Lehrerin an einer Privatschule tätig und wurde zuletzt zur Oberstudienrätin befördert. Sie war Mitglied des Landesvorstandes Niedersachsen des Vereins katholischer deutscher Lehrerinnen (VkdL).

## Partei
Henze war seit 1959 Mitglied der CDU.

## Abgeordnete
Henze gehörte dem Deutschen Bundestag von 1969 bis zu ihrem Tode am 10. April 1972 an. Sie war über die Landesliste Niedersachsen ins Parlament eingezogen.